# 太田聴雨
太田 聴雨（おおた ちょうう、1896年（明治29年）10月18日 - 1958年（昭和33年）3月2日）は、大正から昭和時代にかけて活躍した日本画家。本名は栄吉。初号・別号に翠岳。

## 略伝

### 生い立ち
宮城県仙台市出身。父は聴雨が生まれて間もなく妻を離縁したため、聴雨は母の愛情を生涯知らずに育った。後年、「制作の動機は、母を慕う心の永遠化にある」としばしば人に語っており、この生い立ちが聴雨芸術の根幹を作ったといえる。聴雨は役所では祖父の四男として届けられ、山師だった聴雨の父は不在な事が多かったため、祖父の元で育った。祖父は二日町（青葉区）で寿司屋を営んでおり、幼少から飯炊き、水仕事、漬物の仕込みと言った家業を手伝わせていた。11歳の時祖父が亡くなると、叔父や叔母に引き取られ物思いに沈む少年になっていった。
1910年（明治43年）上杉通小学校を抜群な成績で卒業。翌年14歳の時、東京で印刷工として働く父に引き取られ、上京。間もなく川端玉章門下の内藤晴州の内弟子となる。聴雨の画号もその頃から使い始め、元代の禅僧・煕晦機の「人間万事塞翁馬、推枕軒中聴雨眠」に由来する。その3年目、食費を負担しきれなくなり父宅へ戻る。家計を助けるため、不本意ながら書画屋の仕事に就き、夜画作する日々を送る。

### 青樹会
1913年（大正2年）巽画会第13回展に《鏡ヶ池》を出品して初入選。当時、巽画会は新進画家たちの登竜門であるだけでなく、青年画家の育成を謳って定例の研究会を開いていた。聴雨はこれに参加すると共に、終生の画友となる小林三季ら同輩の仲間と別に研究会を持ち、研究を40数回重ねた1918年（大正7年）青樹会とした。既に会の中心人物となっていた聴雨は、会として展覧会を開いて世にでるため、信者と偽って浅草メソジスト教会の部屋を借りて第一回展を開く。翌年の第二回展以降、作品を公募して会の拡張を図る。この頃の聴雨は、文展や院展に出品した形跡がなく、青樹会の発展に自分の未来をかけていた。この頃の作品はあまり残っていないが、そうじて文学趣味でロマンティシズムを感じさせる作品が多い。
1922年（大正11年）には「反帝展・反院展」を旗印に、日本画の小団体である高原会・蒼空邦画会・行樹社・赤人社と第一作家同盟を結成する。これは日本のプロレタリア芸術の先駆けとして知られているが、その主体である高原会一派の政治色が明確になると、その年のうちに青樹社はこれを脱退している。ところが、翌年第六回展を開いていると、ちょうど関東大震災が襲い、経済的基盤をもたない青樹社は資金難に陥り、会員は四散してしまう。深い挫折を味わった聴雨は、生活のために挿絵は手がけるものの本画制作の筆を絶ち、再起に三年を要した。

### 院展同人へ
1927年（昭和2年）三季の紹介で前田青邨に入門して再出発する。既に31歳になっていた聴雨の心を支えたのは聖書であった。院展に二年続けて、キリストを主題とした作品を出品するも落選。1930年（昭和5年）今度は一変して、當麻寺の中将姫伝説に取材した《浄土変》（現在所在不明）で、第1回日本美術院賞を受け一躍脚光を浴びた。その後も、《お産》《種痘》《星をみる女性》などの名作を送り出していった。
1944年（昭和19年）家族とともに伊豆・下田に疎開、同26年に東京芸術大学助教授になるまでの7年間を過ごす。戦後、岩絵具を厚く塗り込める日本画が流行しても、当初聴雨は伝統的な日本画を守ろうとした。1948年（昭和23年）の《二河白道を描く》は、正にそうした画家の自画像と言える。しかし、1950年（昭和25年）ごろから方向転換を図り、岩絵具本来の色を活かしながら色面を構成することで、物の形を表す画風へ進む。
1956年（昭和31年）堅山南風とともに皇居宮殿用絵画の揮毫に尽力したことで御紋付木杯を賜った。
1958年（昭和33年）東京芸術大学美術学部日本画科教授に昇任したばかりの3月、脳出血のため死去。享年62。同年11月～翌年1959年（昭和34年）1月まで、神奈川県立近代美術館にて、太田聴雨回顧展が開催される。

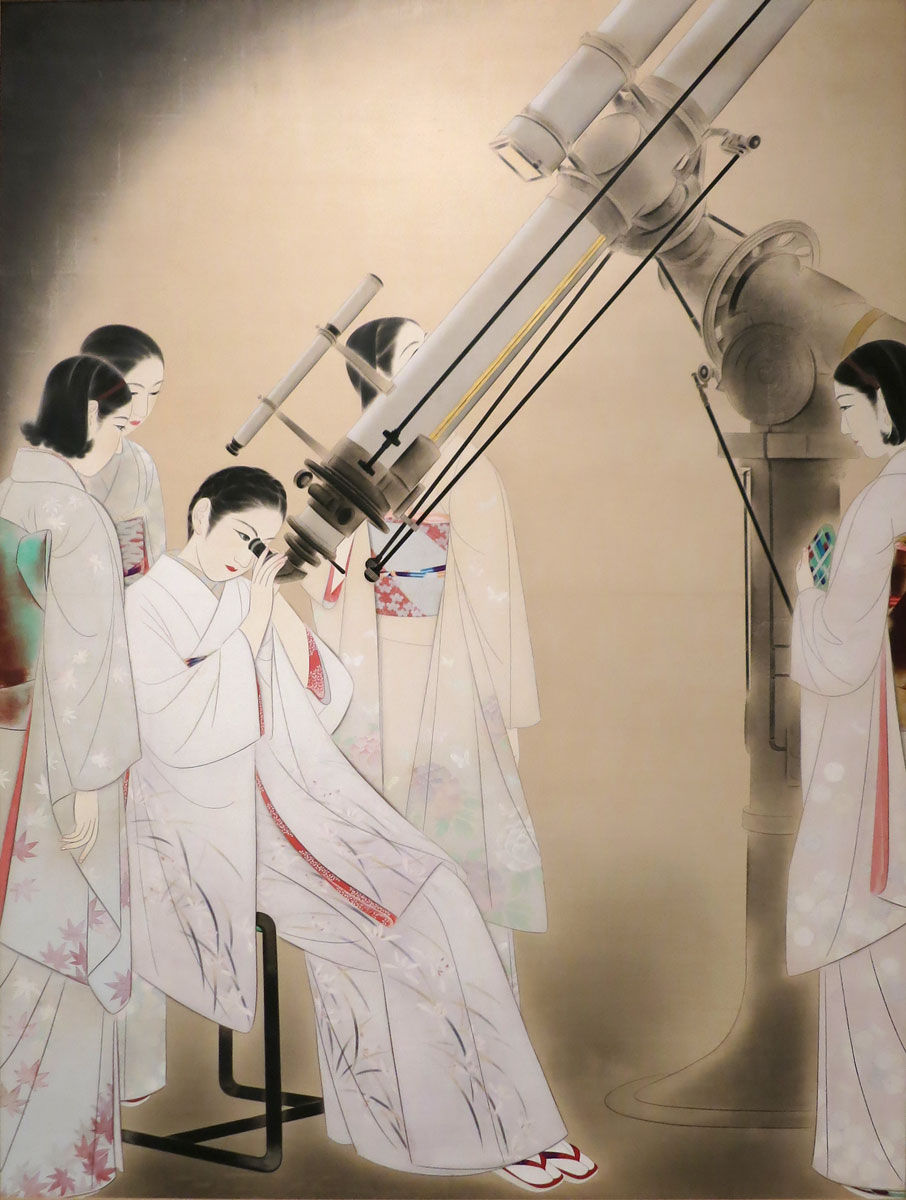
《星を見る女性》（1936年、東京国立近代美術館）

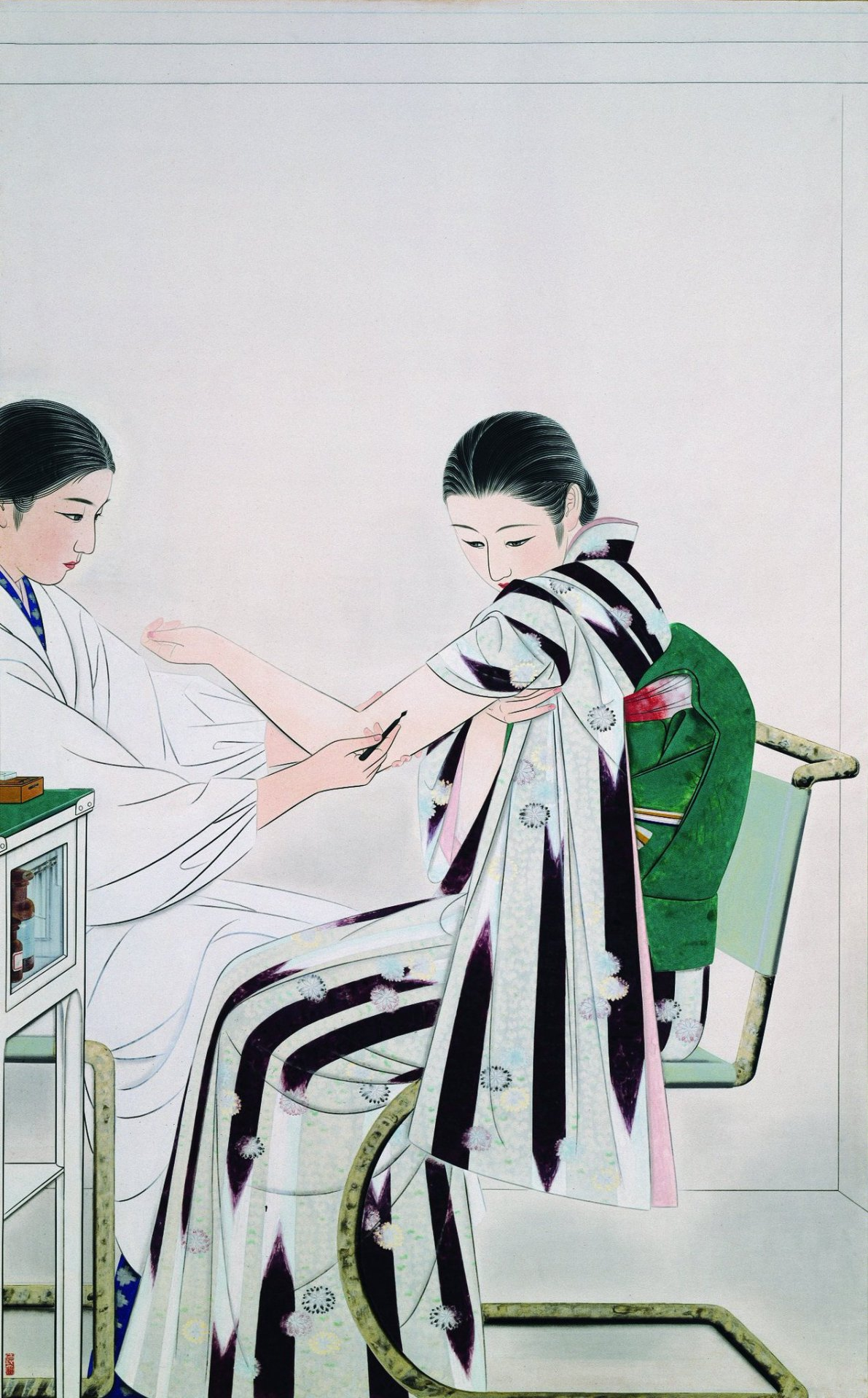
《種痘》（1934年、京都市美術館）

## 代表作
| 作品名             | 技法     | 形状・員数 | 寸法（縦x横cm） | 所有者                     | 年代                | 出品展覧会     | 落款・印章                  | 備考 |
| ------------------ | -------- | ---------- | --------------- | -------------------------- | ------------------- | -------------- | --------------------------- | ---- |
| 牡丹灯籠           | 絹本著色 | 1幅        | 108.0x67.0      | 個人                       | 1920年（大正9年）頃 |                | 款記「「聴雨」」/白文長方印 |      |
| お産               | 紙本著色 | 二曲一隻   | 167.0x208.0     | 宮城県美術館               | 1932年（昭和7年）   | 第19回院展     |                             |      |
| 玉瀾               | 絹本著色 | 1幅        | 127.0x42.0      | 個人                       | 1933年（昭和8年）   |                | 款記「「聴雨」」/白文長方印 |      |
| 種痘               | 紙本著色 | 額1面      | 190.0x119.0     | 京都市美術館               | 1934年（昭和9年）   | 第21回院展     |                             |      |
| 星をみる女性       | 紙本著色 | 額1面      | 273.0x206.0     | 東京国立近代美術館         | 1936年（昭和11年）  | 改組第１回帝展 |                             |      |
| 千代尼             | 紙本著色 | 1幅        | 132.0x102.0     | 聖興寺（千代尼史跡保存会） | 1938年（昭和13年）  |                | 款記「「聴雨」」/白文方印   |      |
| 山陽母子           | 絹本著色 | 額1面      | 56.7x72.3       | 東京国立近代美術館         | 1942年（昭和17年）  | 献納展         |                             |      |
| 西郷南洲と橋本景岳 | 紙本著色 | 額1面      | 139.0x176.0     | 茨城県近代美術館           | 1943年（昭和18年）  |                |                             |      |
| 園                 | 紙本著色 | 額1面      | 178.0ｘ118.0    | 横浜美術館                 | 1946年（昭和21年）  | 第31回再興院展 |                             |      |
| 二河白道を描く     | 紙本著色 | 額1面      | 186.5x120.8     | 東京藝術大学大学美術館     | 1948年（昭和23年）  | 再興第33回院展 | 「聴雨」朱文長方印          |      |
| 家郷               | 紙本著色 | 額1面      | 183.5x120.0     | 東京藝術大学大学美術館     | 1949年（昭和24年）  | 再興第34回院展 | 「聴雨」朱文長方印          |      |
| 苔寺須弥山石       | 紙本著色 | 六曲一隻   | 133.0x270.0     |                            | 1950年（昭和25年）  | 第35回再興院展 |                             |      |
| 飛天               | 紙本著色 | 額1面      | 112.0ｘ179.0    | 横浜美術館                 | 1952年（昭和27年）  | 第37回再興院展 |                             |      |
| 青年               | 絹本著色 | 額1面      | 188.0x121.0     | 東京国立近代美術館         | 1953年（昭和28年）  | 第38回再興院展 |                             |      |
| 崋山と椿山         |          |            | 149.2ｘ118.8    | 足立美術館                 | 1955年（昭和30年）  | 第40回再興院展 |                             |      |
| 牡丹芳             | 紙本著色 | 二曲一隻   | 156.0x194.0     | 宮城県美術館               | 1956年（昭和31年）  | 第41回再興院展 |                             |      |